# یحیی سکاف
یحیی سکاف (عربی: يحيى سكاف) (زاده: ۱۱ مارس ۱۹۷۸) در شروع پروسه مبارزاتیش به حزب قومی اجتماعی سوریه پیوست و سپس وارد جنبش فتح برای شرکت در عملیات نظامی علیه اسرائیل شد.

## مفقود شدن
هنگام شرکت در عملیات نظامی در شمال لبنان ناپدید شد. گمان زده می‌شود که توسط مقامات اسرائیلی دستگیرشده‌است ولی اسرائیل مدعی است که در صحنه جنگ کشته شده و هیچ آثاری از او پیدا نشده‌است.
مرکز الخیام که مسائل اسرای لبنانی در اسرائیل را دنبال می‌کند می‌گوید که خانواده‌اش و اسرایی که از زندان‌های اسرائیل آزاد شده‌اند او را در داخل زندان دیده‌اند. وی اکنون یکی از ناپدیدشدگان در زندان اسرائیل است.